# Byron Bonilla
Byron Yamil Bonilla Martínez (ur. 30 sierpnia 1993 w Granadzie w Nikaragui) – nikaraguański piłkarz grający na pozycji skrzydłowego w klubie Real Estelí oraz reprezentacji Nikaragui.

## Kariera
Bonilla większość swojej kariery spędził w Kostaryce, ponieważ wyemigrował do tego kraju w wieku 9 lat. Pierwszym jego klubem był Sporting San José. W 2020 trafił do Cartaginés. Z klubu był dwukrotnie wypożyczany: do Municipal Grecia i Deportivo Saprissy.
W reprezentacji Nikaragui zadebiutował 30 grudnia 2016 w meczu z Trynidadem i Tobago. Pierwszą bramkę dla drużyny narodowej zdobył 14 października 2019 w starciu z Dominiki. Znalazł się w kadrze Nikaragui na Złoty Puchar CONCACAF 2019. 